# Complaints Ignored
Complaints Ignored är Within Reachs tredje och sista studioalbum, utgivet 2001.

## Låtlista[1]
1. "Hint"
2. "Statues"
3. "Lifetime Achivement"
4. King of Suffering"
5. "Tradition"
6. "Complaints Ignored"
7. "Demon Brigade"
8. "14:59"
9. "Silent Speech"
10. "Killing of the Spirit"